# 대한민국 상법 제208조
대한민국 상법 제208조는 공동대표에 대한 상법 회사법의 조문이다.

## 조문
제208조 (공동대표) (1) 회사는 정관 또는 총사원의 동의로 수인의 사원이 공동으로 회사를 대표할 것을 정할 수 있다.

(2) 전항의 경우에도 제삼자의 회사에 대한 의사표시는 공동대표의 권한 있는 사원 1인에 대하여 이를 함으로써 그 효력이 생긴다.